# Ахтенвінтіг
Ахтенвінтіг (нід. achtenwintig) — срібна монета в 28 стюверів, карбувалася у Нідерландах, з 1601 р. по 1693 р. Вага 19,584 г (15,28 г чистого срібла).
З 1601 монета карбувалася у Фрисландії, з 1617 р. в Девентер, з 1618 р. в Цволле. А з 1680 р. ахтенвінтіг вже з меншим вмістом срібла стали карбувати і в інших провінціях і містах Нідерландів. У 1693 р. їхнє карбування було припинене.

## Джерело
- 3варич В. В. Нумізматичний словник. — Львів: «Вища школа», 1978, 338 с.